# Чернь червоноока
Чернь червоноока (Netta erythrophthalma) — вид водних птахів родини качкових (Anatidae).

## Поширення
Вид поширений в Африці та Південній Америці. Африканський підвид N. e. brunnea (Eyton, 1838) трапляється від ПАР до Ефіопського нагір'я. Південноамериканський номінальний підвид N. e. erythrophthalma (Wied-Neuwied, 1833) має фрагментований ареал і поширена від Колумбії, Венесуели, Бразилії, Еквадору, Перу, Болівії до Аргентини та Чилі. Тут він трапляється у різноманітних мілководних прісних водах із густою рослинністю, від низин до 3700 метрів.

## Опис
Тіло завдовжки від 48 до 51 см. Вид має чіткий статевий диморфізм. Самець має чорну голову і фіолетову шию. Райдужка червона. Оперення на спині, крилах та хвості коричневе або оливкове. Решта тіла темно-коричнева. Дзьоб сірувато-блакитний з чорним кінчиком. Ноги від сірувато-блакитного до чорного кольору.
Оперення самиць переважно червонувато-коричневе з темно-коричневою спинкою, тоді як боки більш червонуваті. Обличчя біле біля основи дзьоба і в півмісяці між шиєю та очима. Райдужка бура. Дзьоб шиферно-сірий.

## Спосіб життя
У позагніздовий період птах трапляється у великих зграях, спостерігалися зграї до 5000 птахів. Під час сезону розмноження качки зазвичай зустрічаються парами або невеликими групами. Годується зранку або у сутінках. Вдень відпочиває на березі або у воді. Харчується переважно насінням водних рослин і зеленими частинами рослин. Також споживає жуків, равликів, мурах, клопів та ракоподібних. Качки будують гнізда з листя та стебел на березі водойми у високій рослинності. Самиця відкладає 6-15 яєць. Насиджує лише самиця. Інкубація триває від 20 до 28 днів. Як тільки каченята з'являються, мати негайно веде їх до води.